# Koppány
Koppány, známý také jako Cupan či Kopáň, byl šomoďský kníže v druhé polovině 10. století. Podle názoru moderních historiků, byl Koppány členem vládnoucí dynastie Arpádovců. Koppány panoval v jižní části Zadunají během vlády Gejzy, která probíhala od počátku 70. let 10. století až do roku 997. Po Gejzově smrti se Koppány postavil proti Gejzovu synovi Štěpánovi. Podporovali ho především pohanští Maďaři, jelikož Štěpán byl známý svou zbožností. Jeho armáda však byla poražena nedaleko Veszprému. V této bitvě byl pravděpodobně Koppány zabit, podle některých historiků se tak stalo až v jeho panství, kam utekl po bitvě. Jeho tělo bylo poté rozčtvrceno a vystaveno na stěnách čtyřech pevností, na stěnách pevností v Győru, Veszprému, Ostřihomi a Gyulafehérváru.

## Rodina
Podle Vídeňské obrázkové kroniky byl Koppány synem Zerinda Lysého. Ačkoli v kronikách nejsou přímé zmínky o tom, že by Koppány byl potomkem Almoše nebo Arpáda, vzhledem k faktu, že se koncem 10. století pokoušel získat trůn, je pravděpodobné, že pocházel z dynastie Arpádovců. Není však známo z jaké větve Arpádovců Koppány pocházel. Podle historiků Gyuly Kristó, Lászla Szegfű a Györgyho Szabadose byl Koppányho předek Tarhoš, nejstarší Arpádův syn. S tímto názorem nesouhlasil historik Kornél Bakay, podle něhož byl Koppányho předek Zoltán. Kornel ale zároveň identifikoval Koppányho otce jako Ladislava Lysého. Přesná datum Koppányho narození není známo. Pravděpodobně se narodil mezi lety 950 a 965, jelikož byl v roce 997 nejstarším členem tehdejší Arpádovské dynastie.

## Šomoďský kníže

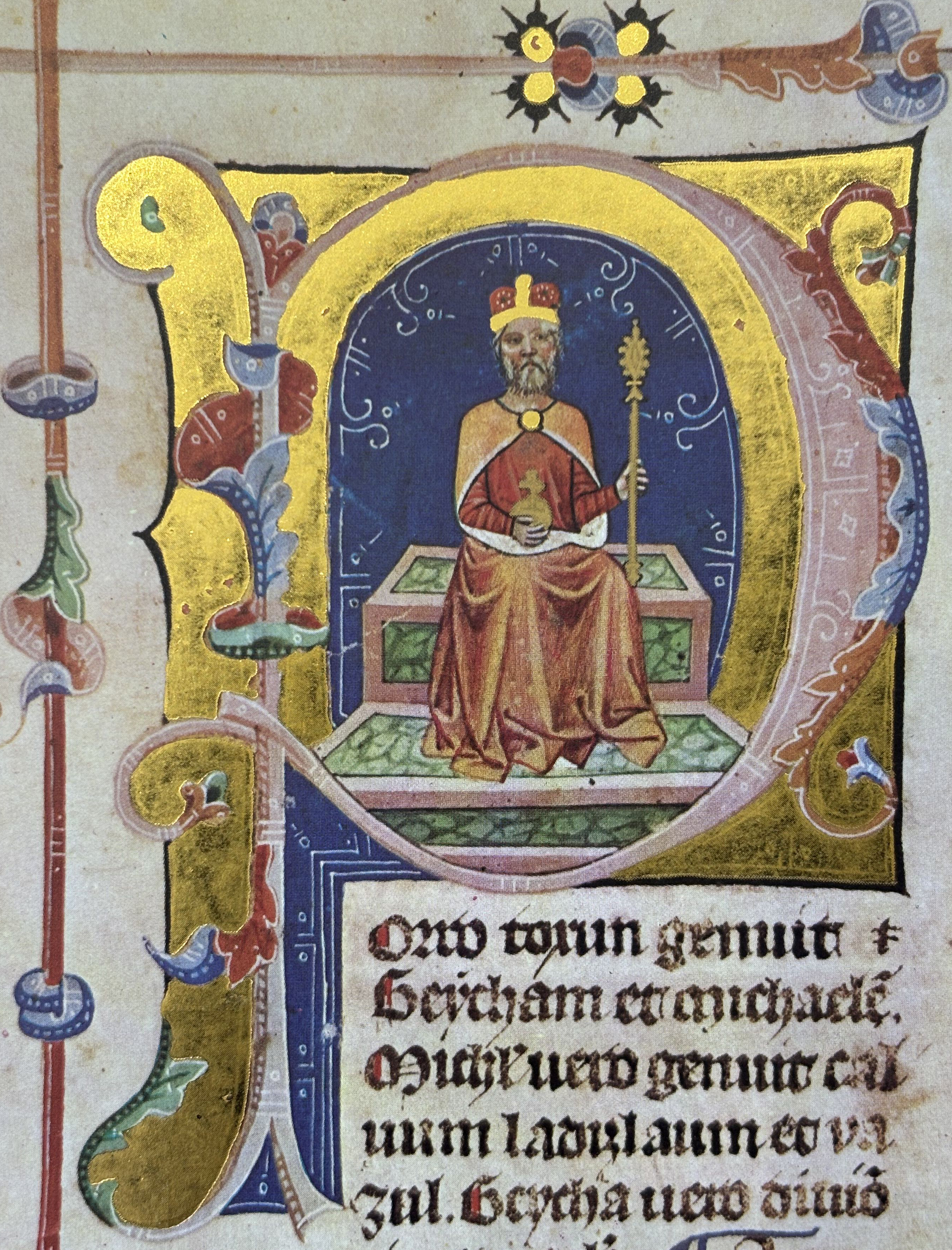
Uherský kníže Gejza, iluminace z Vídeňské obrázkové kroniky

Podle Vídeňské obrázkové kroniky se během Gejzovy vlády Koppány houpal nad svým vévodstvím. Gejza, který panoval od počátku 70. let 10. století, se podle legend z konce 11. století projevoval jako krutý a nemilosrdný panovník. Podle Pála Engela bylo během jeho vlády povražděno mnoho členů Arpádovké dynastie. Ačkoli bylo během Gejzovy vlády povražděno několik Arpádovců, Koppány přežil.
O tom, jaké území Koppány ovládal, se vedou spory. Podle Vídeňské obrázkové kroniky byl Koppány Šomoďský kníže. Dva pozdější zdroje, Osvát Laskai a neznámý kartuziánský mnich z 15. a 16. století uvádí, že Koppány byl také pánem Zaly. Na základě dostupných informací, se historici domnívají, že Koppány spravoval území v Zadunají, pravděpodobně mezi Balatonem a Drávou. Podle Szabadose vládl tomuto území už jeho otec, naopak podle Lásla Kontlera získal toto území až Koppány, jako odškodnění za to, že Gejza učinil svého syna Štěpána svým dědicem.

## Povstání a smrt

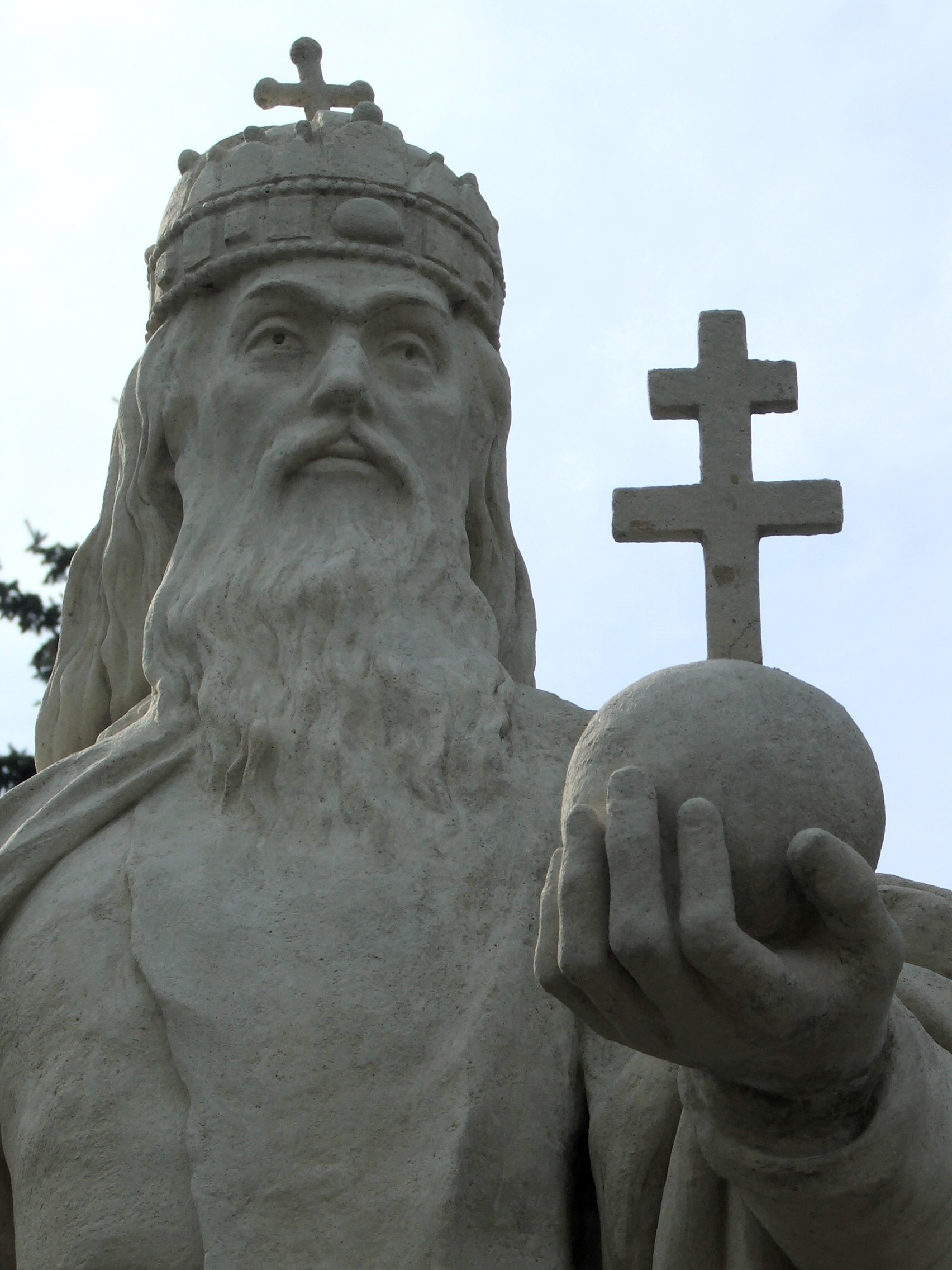
Socha Štěpána I. Svatého, Gejzova syna, v Ostřihomi

V roce 997 zemřel kníže Gejza. V tomto či v následujícím roce povstal Koppány proti jeho nástupci Štěpánovi. To, že se Koppány vzbouřil, naznačuje, že se podle seniorátu, který uznávali pohanští Maďaři, považoval za právoplatného dědice. Naopak Štěpán se považoval za právoplatného dědice podle křesťanského zvyku primogenitury. Koppány se pravděpodobně snažil oženit se s vdovou po Gejzovi, Sarolt z Transylvanie. Tato snaha byla také v souladu s pohanskými zvyky, křesťané to však považovali za incest. Tyto činy naznačují, že Koppány byl pohan, anebo zůstával pohanem, i když byl pokřtěn.
V téměř současných análech Pannonhalmského kláštera se píše že, jakýsi kníže kraje jménem Somogy, se pokusil zmocnit trůnu. Podle proložní legendy o svatém Štěpánovi, napsané na konci 11. století, se někteří šlechtici, kteří neměli srdce, obrátili proti Štěpánovi a chtěli jej zbavit trůnu. Oba dva prameny naznačují, že to byl Koppány, který začal válku proti Štěpánovi.
Podle Proložní legendy o svatém Štěpánovi ničil Koppány Štěpánovy hrady, drancoval jeho majetek a zabíjel jeho služebníky. Stejný zdroj nás také infomuje o tom, že Koppány obléhal Veszprém, ale Štěpánovi se podařilo shromáždit armádu, se kterou se dostal k pevnosti a Koppányho jednotky zničil. Nejvíce Štěpánových vojáků bylo ze Svaté říše římské, kteří do Uherska dostali po sňatku Štěpána s Giselou Bavorskou v roce 996. Hlavně díky těmto vojákům se podařilo Štěpánovi Koppányho porazit. Těmto jednotkám velel Vecelin, původem také z Německa. V zakladatelské listině kláštera v Pannonhalmě se dokonce píše, že tato občanská válka byla bojem mezi Uhry a Němci.
Podle Vídeňské obrázkové kroniky byl v bitvě o Vesprém Koppány zabit rytířem Vecelinem. V jiné části Vídeňské obrázkové kroniky se však píše o tom, že Vecelin zabil Koppányho v Somoďském knížectví. Pokud je tato zpráva pravdivá, musel Koppány utéct do svého knížectví, kam ho ale pronásledovala Štěpánova armáda a zavraždila jej. Na Štěpánův rozkaz bylo Koppányho tělo rozčtvrceno a vyvěšeno na stěnách v hlavních pevnostech Uher, v Győru, Veszprému, Ostřihomi a Gyulafehérváru.